# NGC 4281
NGC 4281 ist eine Linsenförmige Galaxie vom Hubble-Typ S0/a im Sternbild Jungfrau nördlich der Ekliptik. Sie ist schätzungsweise 116 Millionen Lichtjahre von der Milchstraße entfernt und hat einen Durchmesser von etwa 105.000 Lichtjahren. Die Galaxie gilt als Mitglied der NGC 4235-Gruppe (LGG 281) und wird unter der Katalognummer VVC 408 als Teil des Virgo-Galaxienhaufens gelistet.

Gemeinsam mit NGC 4259, NGC 4268, NGC 4270, NGC 4273, NGC 4277 und IC 3153 bildet sie die Galaxiengruppe Holm 368.
Das Objekt wurde am 17. April 1786 von dem Astronomen William Herschel mithilfe seines 18,7 Zoll-Spiegelteleskops entdeckt.